# Comté de Rio Arriba
Le comté de Rio Arriba est l’un des 33 comtés de l’État du Nouveau-Mexique, aux États-Unis d’Amérique. Il a été fondé le 9 janvier 1852. En espagnol, río arriba désigne la « en amont, l'amont » du Rio Grande.
Son siège est Tierra Amarilla.

## Comtés adjacents
- Comté de Taos, Nouveau-Mexique (est)
- Comté de Mora, Nouveau-Mexique (sud-est)
- Comté de Santa Fe, Nouveau-Mexique (sud)
- Comté de Los Alamos, Nouveau-Mexique (sud)
- Comté de Sandoval, Nouveau-Mexique (sud)
- Comté de San Juan, Nouveau-Mexique (ouest)
- Comté d'Archuleta, Colorado (nord)
- Comté de Conejos, Colorado (nord)